# 2021年12月

## 12月1日
- 土耳其總統埃爾多安接受財政部長盧特菲·埃爾文（英语：Lütfi Elvan）請辭。[1]
- 世界女子职业网球协会宣布暂停在中国大陆及香港举行赛事，回应中国政府对彭帥與張高麗性醜聞的处理手法。[2]
- 中信兄弟在2021年中華職棒總冠軍賽以四連勝橫掃統一7-ELEVEn獅，奪下2021年中華職棒總冠軍。[3]

## 12月2日
- 在因為貪腐弊案辭職下臺後，前奧地利總理塞巴斯蒂安·庫爾茨宣布辭去執政黨人民黨黨魁等政治職務[4]。
- 在辭去執政黨人民黨黨魁後，奧地利總理亞歷山大·沙倫貝格宣布辭去總理職務[5]。

## 12月3日
- 从中国昆明通往老挝万象的中老铁路正式开通运营[6]，是老挝与中国之间的首条铁路。該鐵路包含玉磨铁路和磨万铁路，其中磨万铁路是老挝北部唯一运营中的铁路。
- 巴基斯坦一名斯里蘭卡籍工廠經理被一群指控他褻瀆伊斯兰教的工人以私刑殺害，事後有至少50人被捕。巴基斯坦總理伊姆蘭·汗譴責此殺人事件，他表示事件讓國家蒙羞[7]。

## 12月4日
- 2021年岡比亞總統選舉進行投票[8]。
- 为解决恒大债务危机，广东省人民政府约谈了许家印，并派出工作组进驻恒大集團[9]。
- 西部南極洲地區出現可以觀測到日全食現象，南半球部分地區則可以見到日偏食[10]。
- 挪威棋手和俄羅斯棋手扬·涅波姆尼亚希在2021年西洋棋世界冠軍賽創下該賽歷史上最多回合數的紀錄[11]。
- 印尼爪哇島塞梅魯火山噴發，造成至少14人死亡，超過50人受傷。[12][13]
- 庫克群島報告首例2019冠狀病毒病確診病例[14]。

## 12月5日
- 赵心童在2021年斯诺克英国锦标赛上战胜路卡·布里塞尔夺冠。[15]
- 甘比亞選舉委員會宣布現任總統阿達馬·巴羅贏得2021年總統選舉獲得連任[16]。

- 印度东北部那加兰邦一群煤矿工人4日晚在乘车回家，途中在那加兰邦奥廷村附近遭到印度军队射击，12名平民当场死亡。事发后，当地居民与印度军队发生激烈冲突，军方在冲突中开枪，又造成多名平民伤亡[17]。

## 12月6日
- 緬甸首都奈比多法院裁定前國務資政翁山蘇姬因涉嫌煽動叛亂等罪名判處4年有期徒刑，其後刑期減為2年[18]。

## 12月8日
- 奧拉夫·朔爾茨接替安格拉·默克爾就任德國總理[19]。
- 印度空軍一架米-17V5直升機失事（英语：2021 Indian Air Force Mil Mi-17 crash），造成含國防參謀長比平·拉瓦特在內13人死亡。[20][21]
- 美國、澳洲、英國、加拿大等國家宣布外交抵制[[[Wikipedia:格式手册/链接#章節|錨點失效]]]在中國北京市舉行2022年冬季奧林匹克運動會[22]。

## 12月9日
- 尼加拉瓜总统丹尼尔·奥尔特加宣布与中华民国断交，并于同日与中华人民共和国恢复外交关系。[23]
- 墨西哥恰帕斯州發生嚴重交通事故，造成至少54人喪生。[24]
- 美國政府在2021年12月9日至10日主辦民主峰會，超過100個國家代表參與。[25]

## 12月11日
- 被指控「串謀恐怖活動」的貝寧反對派人士、前司法部長雷奇亞·馬杜古（英语：Reckya Madougou）被貝寧一個法庭判處入獄20年。[26]
- 美国阿肯色州、密苏里州、伊利诺伊州、田纳西州和肯塔基州遭遇龙卷风突袭，至少造成70人死亡。[27]

## 12月12日
- 法屬新喀里多尼亞再次舉行獨立公投，計票結果為超過9成票數反對獨立。[28]
- 马克斯·维斯塔潘在2021年世界一级方程式锦标赛击败刘易斯·汉密尔顿，贏得F1车手世界冠军。[29]
- 長週期彗星C/2021 A1以大約3,490萬公里的距離通過近地點，此為2021年視星等最亮的彗星[30]。
- 印度模特儿哈纳斯·桑地夺得2021年环球小姐大赛（英语：Miss Diva 2021）冠军，成为苏丝米塔·森和拉腊·杜塔后第三位印度环球小姐[31]。

## 12月13日
- 美國新聞雜誌《時代》評選特斯拉執行長暨SpaceX創辦人伊隆·馬斯克為年度風雲人物[32]。
- 美國體操協會與先前遭拉里·纳萨尔性侵的數百名女性達成和解，受害人將獲3.8億美元賠償[33]。

## 12月14日
- 海地城市海地角发生一起油罐车爆炸事故，事故造成至少62死亡[34]。
- 美國太空總署宣佈派克太陽探測器於2021年4月28日成為首個進入太陽日冕的航天器[35][36]。
- 中国考古工作者在对西安市灞桥区江村发现的一座大型汉墓过行勘探和周边外藏坑的发掘后，确认该墓为汉文帝陵墓霸陵[37]。
- 白俄羅斯明斯克法院判處先前發起示威活動的反對派領袖謝爾蓋·季哈諾夫斯基18年有期徒刑[38]。

## 12月15日
- 越南河内人民法院以“煽动颠覆国家政权罪”，判处异见者范端莊有期徒刑9年[39]。
- 位于香港铜锣湾的世贸中心发生装修工程引起的三级大火，300多人被困，13人受伤，1人危殆[40]。

## 12月16日
- 经美国参议院投票确认，尼古拉斯·伯恩斯将接替特里·布兰斯塔德出任美国驻华大使[41]。

## 12月17日
- 日本大阪市北区堂岛北大楼发生大火，至少27人死亡，1人受伤[42]。
- 德國基督教民主聯盟選出黨內保守派代表人物弗雷德里希·梅爾茨擔任新一屆主席[43]。
- 捷克總統米洛什·澤曼正式任命由公民民主黨籍總理彼得·領導的多數派聯合政府[44]。

## 12月18日
- 原定8月28日的2021年中華民國全國性公民投票延期至2021年12月18日進行，四项公投案均被否決。[45]

## 12月19日
- 2021年香港立法會選舉舉行，最终建制派赢下90个议席中的89个，但投票率亦创下新低。[46]
- 襲擊菲律賓中部及南部、越南等地區，造成至少376人死亡和500多人受傷。[47]
- 負責英國脫歐的內閣辦公室國務大臣因為不滿政府政策辭職，由外交大臣暫代職位。[48]
- 智利左派候選人加夫列爾·博里奇在2021年智利大選中以55.86%得票率當選新任總統。[49]
- 第19屆歐洲青少年歌唱大賽（英语：Junior Eurovision Song Contest 2021）舉行決賽。亞美尼亞歌手瑪蓮娜以歌曲《Qami Qami（英语：Qami Qami）》獲勝[50]。

## 12月22日
- 由輝瑞公司研發的帕克斯洛維德（Paxlovid）成為首個獲得美国食品药品监督管理局緊急使用授權的治療COVID-19抗病毒口服藥。[51]

## 12月24日
- 韩国总统文在寅宣布将赦免前总统朴槿惠。[52]
- 美国总统乔·拜登签署防止强迫维吾尔劳动法，禁止所有来自新疆的产品进口，除非能明确证明与强迫劳动无关。[53]
- 孟加拉国恰洛加蒂县发生一起客船起火事故，火灾至少造成37人死亡，近百人受伤[54]。

## 12月25日
- 詹姆斯·韋伯太空望遠鏡從圭亞那太空中心成功發射升空[55]。

## 12月26日
- 曾協助廢除南非種族隔離政策的聖公會開普敦教區榮休大主教戴斯蒙·屠圖逝世，享年90歲[56]。
- 任內歷經希臘國債危機的前希臘總統卡羅洛斯·帕普利亞斯在首都雅典逝世，終年92歲[57]。

## 12月27日
- 法院判處若潮號觸礁漏油事故中的船長與大副20個月有期徒刑[58]。
- 俄羅斯聯邦最高法院下令關閉後蘇聯時期民主化團體紀念的核心架構「紀念國際」[59]。

## 12月29日
- 香港泛民主派網路媒體《立場新聞》高層及新聞工作者遭到香港警務處國家安全處搜捕，致使其宣布停止運作並遣散所有員工[60]。

## 12月31日
- 曾經獲得艾美獎等多項獎項的美國演員貝蒂·懷特在洛杉磯逝世，終年99歲[61]。